# Patsy Ruth Miller

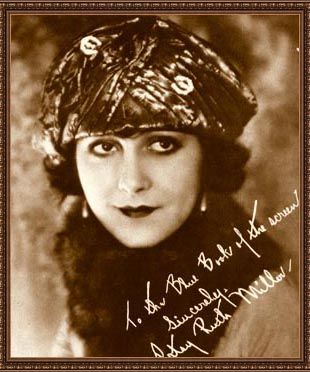
Retrat signat per al llibre "The Blue Book of the Screen"

Patsy Ruth Miller (Saint Louis (Missouri), 17 de gener de 1904 − Palm Desert (Califòrnia), 16 de juliol de 1996) va ser una actriu, sobretot de cinema mut, i posteriorment escriptora. El paper pel qual és més coneguda és el d’Esmeralda a “The Hunchback of Notre Dame” (1923) donant la rèplica a Lon Chaney. Fou coneguda com "la noia amb més compromisos de Hollywood" pels múltiples affairs romàntics que tingué.

## Biografia
Patricia Ruth Miller va néixer i es va educar a Sant Louis. Fou descoberta per Alla Nazimova en una festa privada de Hollywood i amb 16 anys va obtenir un petit paper a la pel·lícula “Camille” (1921) protagonitzada per Rodolfo Valentino. L’any següent va ser nominada una de les WAMPAS Baby Star. Va ser una actriu que podia interpretar tan rols dramàtics com còmics i va assolir un èxit moderat en els darrers anys del cinema mut. Entre les pel·lícules més conegudes en què participà es poden esmentar “The Hunchback of Notre Dame” (1923), “So This Is Paris” (1926) d'Ernst Lubitsch i “Marriage by Contract” (1928). El 1929 es va casar amb el director Tay Garnett de qui es divorciaria el 1933. Va fer la transició al sonor i va aparèixer en diverses comèdies però de mica en mica va ser relegada a papers menors retirant-se el 1932. En aquell moment es reinventà com a escriptora. Apart de diversos relats es pot destacar la seva obra teatral “The Windy Hill” i la seva autobiografia “My Hollywood”. El 1937 es va casar de nou, amb el guionista i productor John Lee Mahin de qui es va divorciar el 1946. Encara es va casar una tercera vegada, amb l’home de negocis Effingham Smith Deans que morí el 1986. L’actriu morí el 16 de juliol de 1996.

## Filmografia com a actor
- One a Minute (1921)
- Camille (1921)
- Handle with Care (1922)
- Where's My Wandering Boy Tonight? (1922)
- Watch Your Step (1922)
- The Fighting Streak (1922)
- For Big Stakes (1922)
- Trimmed (1922)
- Remembrance (1922)
- Fortune's Mask (1922)
- Omar the Tentmaker (1922)
- The Girl I Loved (1923)
- The Hunchback of Notre Dame (1923)
- The Drivin' Fool (1923)
- Souls for Sale (1923)
- Name the Man (1924)
- Daughters of Today (1924)
- The Yankee Consul (1924)
- My Man (1924)
- Singer Jim McKee (1924)
- The Breaking Point (1924)
- A Self-Made Failure (1924)
- Girls Men Forget (1924)
- Fools in the Dark (1924)
- The Wise Virgin (1924)
- The Breath of Scandal (1924)
- Those Who Judge (1924)
- Her Husband's Secret (1925)
- Head Winds (1925)
- Back to Life (1925)
- Lorraine of the Lions (1925)
- Red Hot Tires (1925)
- The Girl on the Stairs (1925)
- Rose of the World (1925)
- Hogan's Alley (1925)
- Why Girls Go Back Home (1926)
- Hell-Bent for Heaven (1926)
- So This Is Paris (1926)
- The Fighting Edge (1926)
- Broken Hearts of Hollywood (1926)
- Private Izzy Murphy (1926)
- Camille (1926)
- The King of the Turf (1926)
- The White Black Sheep (1926)
- Wolf's Clothing (1927)
- Painting the Town (1927)
- South Sea Love (1927)
- The First Auto (1927)
- Shanghaied (1927)
- Once and Forever (1927)
- A Hero for a Night (1927)
- Hot Heels (1928)
- Marriage by Contract (1928)
- The Tragedy of Youth (1928)
- We Americans (1928)
- Red Riders of Canada (1928)
- Beautiful But Dumb (1928)
- The Gate Crasher (1928)
- Tropical Nights (1928)
- Twins Beds (1929)
- The Hottentot (1929)
- So Long Letty (1929)
- The Sap (1929)
- The Aviator (1929)
- The Fall of Eve (1929)
- Whispering Winds (1929)
- The Last of the Lone Wolf (1930)
- Wide Open (1930)
- Lonely Wives (1931)
- The Great Junction Hotel (1931)
- Night Beat (1931)
- Foiled Again (1932)
- The Thalians (1932)
- Quebec (1951)